# ユン・ミラ
ユン・ミラ（漢字: 尹美羅、ハングル: 윤미라、ラテン翻字: Yoon Mi-ra、1951年12月18日 - ）は、大韓民国全羅北道井邑市出身の女優。

## 経歴
高等学校卒業後、1969年に『愛しています』で映画界にデビュー、1973年の『乙女船頭』で大鐘賞新人賞を、1977年の『古家』で主演女優賞を受賞した。1980年代からテレビにも出演するようになり、1994年にMBC演技大賞最優秀演技賞を、1997年にはKBS演技大賞最優秀演技賞を受賞した。

## 出演

### テレビドラマ
- 初恋（1996年-1997年、KBS）
- 6人兄妹（1998年-1999年、MBC）
- 女子万歳（2000年-2001年、SBS）
- いつもドキドキ（2002年、KBS）
- 妻（2003年、KBS）
- ぷー太郎脱出！（2003年、SBS）
- 愛情の条件（2004年、KBS）
- バラ色の人生（2005年、KBS）
- がんばれ!クムスン（2005年、MBC）
- その女（2005年-2006年、SBS）
- 噂のチル姫（2006年、KBS）
- ゲームの女王（2006年-2007年、SBS）
- ケ・セラ・セラ（2007年、MBC）
- 冬鳥（2007年-2008年、MBC）
- 憎くても好き（2007年-2008年、SBS）
- チュンジャさん!〜恋のお祭り騒ぎ〜（2008年、MBC）
- 妻の誘惑（2008年-2009年、SBS）
- ソル薬局の息子たち（2009年、KBS）
- 風吹くよき日（2010年、KBS）
- 愛を信じます（2011年、KBS）
- 妻のリベンジ（2011年、SBS）
- あなたなしでは生きられない（2012年、MBC）
- おいしい人生（2012年、SBS）
- あなたの女（2013年、SBS）
- 輝くロマンス（2013年-2014年、MBC）
- 熱愛（2013年-2014年、SBS）
- 最高の結婚（2014年、TV朝鮮）
- 私の心きらきら（2015年、SBS）
- 我が家のロマンス（2015年-2016年、MBC）
- 江南ロマン・ストリート（2016年-2017年、MBC）
- ひと夏の奇跡（2017年、SBS）
- 真紅のカーネーション（2018年、SBS）
- アモール・ファティ ～恋せよ、今（2021年、SBS）